# DJ Antoine
 (mai 2019).
Si vous disposez d'ouvrages ou d'articles de référence ou si vous connaissez des sites web de qualité traitant du thème abordé ici, merci de compléter l'article en donnant les références utiles à sa vérifiabilité et en les liant à la section « Notes et références ».
Antoine Konrad, mieux connu sous le nom de DJ Antoine, est un DJ et producteur de musique house/electro suisse, né le 23 juin 1975 à Sissach (BL), en Suisse.

## Biographie
Il s'est fait connaître en 2011 en Europe de l'Ouest, plus particulièrement en Suisse et en France, à la sortie de son album 2011 qui fut couronné de succès. Ses tubes Welcome to St. Tropez ou encore Ma Chérie 2k12 lui vaudront notamment une notoriété aux États-Unis et au Canada. 
À ce jour, DJ Antoine a vendu plus d'un million d'albums, décroché 26 disques de platine et notamment un disque d'or. Les ventes de ses albums et ses récompenses lui valent d'être le DJ Suisse le plus récompensé au monde. 
Il a été classé 68° mondial dans le classement 2013 établi par DJ Magazine en 2013. 
DJ Antoine a également ses propres labels, Houseworks et Égoïste.

## Discographie
Albums studio
- 2008 : Stop!
- 2008 : 2008
- 2008 : A Weekend at Hotel Campari
- 2009 : 2009
- 2009 : Superhero?
- 2009 : 17900
- 2010 : 2010
- 2010 : WOW

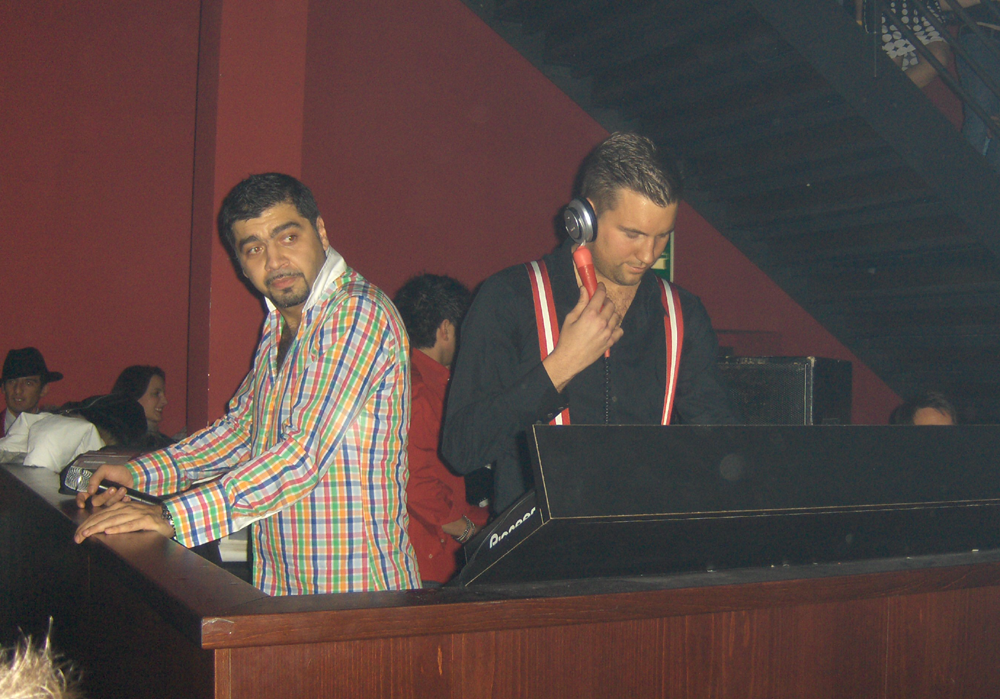
MC Roby Rob (gauche) et DJ Antoine (droite)

- 2011 : 2011 / Welcome to DJ Antoine
- 2013 : Sky is the limit
- 2014 : We are the party
- 2015 : Provocateur

## Vie privée
Le DJ est le propriétaire d'une maison en Suisse, à Sissach (BL). Il n'est pas marié mais a un enfant d'une première compagne. [réf. souhaitée]

## Animation
- 2015 : Deutschland sucht den Superstar (12e saison) : Juge